# Dolichurus haemorrhous
Dolichurus haemorrhous là một loài côn trùng cánh màng trong họ Ampulicidae, thuộc chi Dolichurus. Loài này được A. Costa miêu tả khoa học đầu tiên năm 1886.